# خرگوش‌ماهی
خرگوش‌ماهی (نام علمی: Siganus) نام یک سرده از تیره صافی‌ماهیان است.